# ジェリー・ロール・モートン
ジェリー・ロール・モートン (Ferdinand "Jelly Roll" Morton、1890年10月20日-1941年7月10日）は、米国ルイジアナ州ニューオーリンズ出身のピアニスト、バンドリーダー、作曲家であった。ジャズにおける最初の真の作曲家であるという人もいる。モートンは派手な性格で、自慢話で話題を呼ぶのが好きだった。彼は自分の名刺にジャズとスウィングの創始者であるとしていた。

## 来歴
本名は、フェルディナンド・ジョセフ・ラモット (Ferdinand Joseph Lamothe) 。モートンは、ニューオーリンズのダウンタウンにあるフォーバーグ・マリニー地区のクレオール人コミュニティーに生まれた。彼は、義理の父親の姓「Mouton」を英語風にしたモートン（Morton）姓を名乗った。
彼は、トニー・ジャクソンと並び、20世紀初期のストーリーヴィル地区でとりわけ名の知れたピアニストであった。彼は14歳のとき、売春小屋のピアニストとして仕事始めた。
ニューオーリンズを離れたあと、モートンは北アメリカを広く旅していて、1923年にイリノイ州シカゴに引っ越すまで、数年間をカリフォルニアで過ごした。シカゴは、彼がソロイストとして、また色々なバンドとともに、最初に商業的な録音をリリースした場所である。
1926年に、モートンはアメリカで最大でもっとも名声のある会社、ビクターでレコーディングする契約を得ることに成功した。これは彼にとって、ビクターのシカゴ録音スタジオで、彼の編曲を演奏するための繰り返しよく練習されたバンドを得る機会となった。ジェリー・ロール・モートンと彼のレッド・ホット・ペッパーズ（Jelly Roll Morton & His Red Hot Peppers）によるこれらの録音は、1920年代のジャズの古典として関心を持たれている。レッド・ホット・ペッパーズは、この他、キッド・オリー、オマー・シメオン、バーニー・ビガード、ジョニー・ドッズ、ベイビー・ドッズといったニューオーリンズ・ジャズの著名人を呼び物とした。
ジェリー・ロール・モートンと彼のレッド・ホット・ペッパーズは、MCAのツアーに予約されたとりわけ最初のバンドであった。
1928年にモートンはニューヨーク市に引っ越し、そこでもビクターでの録音を続けた。彼のピアノ・ソロとトリオの録音はよく注目されたが、彼のバンドの方は録音するのに苦労した。シカゴでは多くの偉大なニューオーリンズのミュージシャンたちを頼りにすることができたのに比べ、ニューヨークでは、モートンは彼のスタイルのジャズを演奏したいというミュージシャンを見つけるのに苦労したのである。
世界大恐慌とレコード産業が破綻してゆく中で、1931年のモートンのビクターでの録音契約は更新されなかった。モートンはニューヨークで細々と演奏を続け、1934年には少しの間ラジオ・ショーを受け持ち、その後、喜劇のバンドでツアーするまでに成り下がった。彼はワシントンD.C.の店をたたんだ。そこは民俗学者アラン・ローマックスがモートンがバーでピアノ・ソロを弾くのをアフリカ系アメリカ人の隣人と初めて聴いたところである（モートンは司会者であり、経営者であり、彼が演奏している場所のバーテンダーでもあった）。

### 米国議会図書館に収められた録音
1938年5月、アラン・ローマックスは米国議会図書館用にモートンとのインタビューを録音することを始めた。その活動は、もともとは音楽研究家たちが米国議会図書館で用いるための、短い音楽の標本を採集することを意図されていたのだが、すぐに8時間以上にわたるモートンの談話とピアノ演奏とを録音し、おまけに、ローマックスはメモは取ったが録音はしないというより長い取材も行われた。これらの非商用の録音は音質が悪かったにもかかわらず、その音楽的、歴史的重要性はジャズ・ファンを魅了した。またその録音の一部は、商業的にも繰り返し出版され続けている。これらの取材は、ジャズの歴史におけるモートンの地位を確実にする手助けとなった。
ローマックスは、モートンのストーリーヴィルでの日々と、ストーリーヴィルで演奏されている低俗な歌のいくつかについて、非常に興味を持っていた。モートンはそれらのことについて語ったり録音したりすることを渋々引き受けたのだが、結局はローマックスに感謝することになった。モートンの「ジェリー・ロール」という愛称には性的な意味があり、彼のストーリーヴィルでの日々から作った彼の詩は低俗だった。米国議会図書館の録音の一部は、その低俗さのせいで、20世紀の終わり近くになるまでリリースされなかった。
モートンは自分が1890年生まれであることを知っていたが、ジャズの実際の創始者として彼自身に有利な主張をするためには少しばかり若すぎた。そこで彼は、実際よりも5歳年上だと見せていた。研究により、モートンは彼の人生の初期の出来事のいくつか（おそらく彼が初期の曲を最初に作曲した日付も）を、数年早く言っていたことがわかった。そしてモートンは、バディ・ボールデンはジャズではなくラグタイムを演奏していたのだと説明していたが、これはニューオーリンズの他の同年代の人々から反論された。しかしながら、モートンが過去を振り返って語ったそれ以外のことは、信頼できるものだと判明した。

### 晩年
モートンは、取材の録音していた時期に、彼が演奏をしているワシントンD.C.のバーで喧嘩が起こり、そのときにナイフによる深刻な傷を負った。彼の怪我は完全には回復せず、それにより、彼はしばしば病気にかかったりすぐに息切れしたりするようになった。
モートンはニューヨークで新しいシリーズを商業的に録音した。そのシリーズとは米国議会図書館の取材で話していた彼の初期のいくつかの曲のことである。
彼は、新しいバンドを結成し、彼の仕事をやり直す計画をして、新曲と新しい編曲とを手書きした一式を持って、カリフォルニア州ロサンゼルスに引っ越した。しかしながら、彼は到着して間もなく深刻な病気にかかり、1941年7月10日に死去した。
なお、映画『海の上のピアニスト』では、モートンをモデルにした同名の人物が登場する。

## 遺産
モートンは生前に何十曲も作曲した。例えば、「Wolverine Blues」、「The Pearls」、「Mama Nita」、「Froggie More」、「Black Bottom Stomp」、「London Blues」、「Sweet Substitute」、「Creepy Feeling」、「Good Old New York」、「Sidewalk Blues」、「Tank Town Bump」、「Kansas City Stoｍp」、「Freakish」、「Shake It」、「Burnin' The Iceberg」、「Ganjam」、「Pacific Rag」、「My Home Is In A Southern Town」、「Turtle Twist」、「Why?」、「New Orleans Bump」、「Fickle Fay Creep」、「Stratford Hunch」、「Shreveport Stomp」、「Milneberg Joys」、「Red Hot Pepper」、「Jungle Blues」、「Mint Julep」、「Pontchartrain」、「Pep」、「Someday Sweetheart」、「The Finger Buster」、「The Crave」、「Grandpa's Spells」など。彼の作曲のいくつかは、自分自身へ贈ったものだった。たとえば、「Winin' Boy」、「The Original Jelly-Roll Blues」、「Mister Jelly Lord」などである。ビッグ・バンド時代には、「キング・ポーター・ストンプ (King Porter Stomp)」はモートンが数十年も前に書いた初期の曲であるが、フレッチャー・ヘンダーソンとベニー・グッドマンとで大ヒットした。この曲はそのとき、非常に多くのスウィング・バンドがカバーするスタンダードになった。モートンはいくつかの曲について、他の人々が版権を取得するように要求した。たとえば、「Alabama Bound」や「Tiger Rag」がそうである。
2つのブロードウェイ・ショー、「Jelly Roll」と「Jelly's Last Jam」が彼の曲をフィーチャーした。最初のショーは米国議会図書館の取材から、モートン自身の言葉と物語とに基づいて濃密に描かれた。次のショーは、モートンの役が非常に脚色され冷淡な人物として描かれたことで相当な物議をかもし、モートンの家族から訴訟を起こされた。
バークリー音楽大学の教授 Jerry Gates は「コードネームはファーディ・グローフェ（1892 – 1972）とジェリー・ロール・モートンにより発案されたと聞いている」と述べている。

## ディスコグラフィ

### アルバム
- 『ザ・キング・オブ・ニュー・オーリンズ・ジャズ』 - Jazz King of New Orleans (1959年、RCA Bluebird) ※1926年–1930年録音
- 1923/24 (1974年、Milestone) ※1923年–1924年録音
- The Pearls (1988年、RCA Bluebird) ※1926年–1939年録音
- Red Hot Peppers Session: Birth of the Hot, The Classic Red Hot Peppers Sessions (1995年、RCA Bluebird) ※1926年–1927年録音
- Jelly Roll Morton: The Complete Library of Congress Recordings, Vols. 1–8 (2005年、Rounder) ※8CDボックスセット

## 詳しい資料
- Mister Jelly Roll by Alan Lomax (1950, 1973, 2001 U. of California Press, ISBN 0-520-22530-9). 数十年の間モートンについての唯一の重要な本で、他の同年代の音楽家への取材を交えたモートンの米国議会図書館の取材を基にした伝記を含んでいる。2001年版では、モートンの家系とローマックスが十分に調査しなかった他の歴史的な疑問を重点的に記した Lawrence Gushee によるあとがきが加えられている。
- Mr. Jelly Lord by Laurie Wright (1980 Storyville Publications). モートンの録音に焦点を当てた詳細にわたる録音一覧が大部分を占めている。
- Oh Mister Jelly! A Jelly Roll Morton Scrapbook by William Russell (1999 Jazz Media ApS, Copenhagen). ジャズ歴史家ウィリアム・ラッセルが40年以上費やして編纂した本で、音楽家、親類、そしてモートンと働き彼をよく知る人々への取材、それにモートン自身の文章と手紙が含まれている。
- Dead Man Blues:  Jelly Roll Morton Way Out West by Phil Pastras (2001  University of California Press) 大部分は、以前は軽視されていたモートンのカリフォルニアでの日々や、アニタ・ゴンザレス Anita Gonzales との関係が書かれている。
- Jelly's Blues:  The Life, Music, and Redemption of Jelly Roll Morton  by Howard Reich & William Gaines, Da Capo Press, 2003. 事実誤認により損なわれた経歴を、よく整理し明確に表現している。モートンが100万ドルを超える彼の作曲の印税を騙し取られたと公言したとき、モートンは間違っていなかったと強く主張している。